# Town Hall, 1962
Town Hall, 1962 è un album discografico dal vivo del jazzista statunitense Ornette Coleman pubblicato dall'etichetta ESP-Disk nel 1965. Si tratta della prima registrazione ufficiale del nuovo trio di Coleman dopo gli anni passati alla Atlantic Records.

## Descrizione
Il disco è la parziale documentazione di un concerto tenutosi il 21 dicembre 1962, organizzato e pubblicizzato da Coleman stesso, a cui parteciparono anche altri gruppi. Il concerto era un tentativo di mettere in pratica una totale indipendenza artistica e finanziaria dalle major discografiche da parte degli artisti. La manifestazione ebbe successo, ma non fu più ripetuta.
Anche se il concerto sarebbe stato l'ultima esibizione pubblica di Coleman per i successivi due anni, il materiale in esso contenuto è indicativo della direzione artistica che la musica di Coleman avrebbe preso al suo ritorno sulle scene nel 1965, con la band ridotta ad un trio e l'introduzione della sezione archi.

## Tracce
- Tutte le composizioni sono opera di Ornette Coleman.

### Lato A
1. Doughnut
2. Sadness
3. Dedication to Poets and Writers

### Lato B
1. The Ark

## Musicisti
- Ornette Coleman: sax alto
- David Izenzon: contrabbasso
- Charles Moffat: batteria

Sezione archi
- Selwart Clark: violino
- Nathan Goldstein: violino
- Julian Barber: viola
- Kermit Moore: violoncello